# 汤原镇
汤原镇，是中华人民共和国黑龙江省佳木斯市汤原县下辖的一个乡镇级行政单位。

## 行政区划
汤原镇下辖以下地区：
文化社区、建设社区、东风社区、胜利社区、德胜村、兴华村、西凤鸣村、东凤鸣村、东庆升村、东江村、向阳村、东大桥村、北靠山村、正阳村、福民村、合作村、石场村、长青村、南向阳村、新胜村、红民村、宝山村、宝合村、解放村、西大桥村、北向阳村、仙马村、汤原县石场沟林场生活区、汤原正阳林场生活区和汤原县种猪场。